# Prats (apellido)
Prats es un apellido de origen catalán ("Prats" en catalán significa "Prados"), y es muy antiguo y está muy extendido por toda la región de la antigua Corona de Aragón, además de que tiene presencia en varios países hispanoamericanos. Existen leyendas de tradición oral que tiene su origen en el mismo Carlos Martel, a quien se le identifica como el origen de este linaje y tradición familiar.
Tuvo distintas y nobles casas solariegas en la villa de Moyá, en las ciudades de Barcelona, Vic, Gerona y Figueres, y en el lugar de Viuet, del partido judicial de Tremp (Lérida). Pasó a Mallorca, creando nuevos solares en aquella isla, y también a Valencia y Aragón.
En las provincias catalanas de Barcelona, Lérida y Tarragona hay distintos poblados denominados Prats.
Este linaje tuvo diferentes casas (varias de ellas nobles) en la villa de Moyá, Figueras y Viuet (partido judicial de Tremp en Lérida). Pasó a las Islas Baleares creando nuevos solares en las villas de Pollensa y de Alcudia y en otros pueblos; y también a Valencia, Aragón e Hispanoamérica. Una rama de la casa de Gerona se trasladó al lugar de San Esteban de Bas, partido judicial de Olot, quedando allí establecida. Cabe destacar que la casa "Prats" de Alcudia fue premiada el 14 de octubre de 1525 por el emperador Carlos V, con "privilegio de franqueza de derechos y contribuciones municipales".

## Escudo de armas
La armas que más se presentan en libros de heráldica y sitios de internet son:

En campo de azur, cinco rosas de oro puestas en sotuer